# 1156 Kira
Kira (asteróide 1156) é um asteróide da cintura principal, a 2,1311105 UA. Possui uma excentricidade de 0,0471691 e um período orbital de 1 221,75 dias (3,35 anos).
Kira tem uma velocidade orbital média de 19,91579684 km/s e uma inclinação de 1,39793º.
Esse asteróide foi descoberto em 22 de Fevereiro de 1928 por Karl Reinmuth.